# شوجو هاياشي
شوجو هاياشي (باليابانية: 林 昇吾) (9 أبريل 1997 في سيتاغايا في اليابان – )؛ هو لاعب كرة قدم كان يلعب كمدافع.

## وصلات خارجية
- شوجو هاياشي على موقع رابطة كرة القدم اليابانية للمحترفين (اليابانية)
- شوجو هاياشي على موقع قاعدة بيانات كرة القدم.إي يو (الإنجليزية)
- شوجو هاياشي على موقع Soccerway.com (الإنجليزية)
- شوجو هاياشي على موقع عالم كرة القدم.نت (الإنجليزية)